# INDO
INDO és una empresa catalana dedicada a la comercialització de lents oftàlmiques i béns d'equip per a les òptiques i els oftalmòlegs.

## Història
El 1902, Constantí Cottet, natural de la regió francesa del Jura, va fundar un establiment d'òptica a l'avinguda del Portal de l'Àngel, 12 de Barcelona, que fou heretat pels seus fills, els germans Ronald, Ferran i Renat Cottet i Monet. Arran de l'esclat de la Guerra Civil, els Cottet van fugir de Barcelona, i el 1937 van establir un taller d'òptica a Sevilla. El 1939, un cop finalitzat el conflicte, van traslladar la producció al carrer de Blesa, 47 del Poble-Sec, on treballaven 40 persones.
El 1941 van contractar com a director tècnic l'enginyer Cristóbal Garrigosa Ceniceros (Logroño, 1906 - Barcelona, 1972), diplomat per l'Ècole d'Optique de París, un dels pocs titulats a l'Estat espanyol. En aquesta època es va constituir el grup d'empreses format per INDO (Industria Nacional de Óptica SA), MAGSA (Manufacturas de armazones y gafas SA) i SACO (Sociedad Anónima de cristales ópticos).
El 1943, donada la insuficiència de les instal·lacions del Poble-Sec, els Cottet van endegar la construcció d'una nova fàbrica al barri de Santa Eulàlia de L'Hospitalet de Llobregat. Les noves instal·lacions ocupaven un solar de 1.520 m² entre els carrers de Santa Eulàlia, Amadeu Torner i Clotet, i constava de dues naus separades per un pati central de 12 metres d'amplada. El trasllat va ser progressiu, començant per MAGSA aquell mateix any i acabant per SACO el 1949.
El 1946, l'empresa va fabricar les primeres lents bifocals foses i van començar les exportacions. Durant les dècades del 1950 i 1960 es va produir una forta expansió, el que va motivar l'amplicació de la fàbrica, amb la construcció de nous edificis i l'afegit de més plantes a les ja existents, fins a triplicar la superfície construïda.
El 1971, la societat matriu del grup va canviar la denominació per Indo Internacional SA. En aquesta època, la direcció va patir canvis importants amb la mort de Cristóbal Garrigosa i la jubilació de Roland Cottet, substituïts respectivament pel seu nebot Antoni Garrigosa i Ros, i el seu fill Jorge Cottet Sebile.
El 1973 es va realitzar una nova ampliació de les instal·lacions de Santa Eulàlia per a centralitzar-hi les oficines. A la façana principal hi destacava un mural ceràmic de l'artista valencià Juli Bono, amb un gran sol que es va convertir en el distintiu de la companyia. El 1974 es va traslladar a la nova fàbrica de Tortosa tota la producció de muntures i ulleres de sol d'acetat. En aquesta època, al conjunt de la plantilla hi havia 2.000 treballadors.
La dècada del 1980 va suposar la conversió de l'empresa en una multinacional, amb l'establiment de les primeres filials a l'estranger. El 14 de setembre del 1987, el grup INDO, format per 10 societats, amb un total de sis factories a tot l'Estat, va iniciar la cotització en Borsa.
El 1992, INDO va començar un procés de deslocalització per tal d'abaratir els costos de producció, fet que va motivar el primer expedient de regulació d'ocupació a la fàbrica de L'Hospitalet. Així, el 1993 va obrir una planta de lents monofocals minerals a Tànger (Marroc); el 1997, a través d'una joint venture amb un soci local, una nova fàbrica de muntures metàl·liques a la Xina, on es va arribar a produir el 70% del grup; el 1998 un laboratori de lents minerals i orgàniques a Xile; i el 2003 es va implantar una fàbrica de lents orgàniques a Tailàndia, on es produïen el 55% de les lents de la companyia. L'any 1999 es va tancar la producció de lents bifocals a L'Hospitalet, i el març del 2000, l'expedient de regulació afectava 130 treballadors, que es van declarar en vaga.
Finalment, el 2007 es va traslladar la seu del grup a Sant Cugat del Vallès i es va enderrocar la fàbrica de l'Hospitalet per a construir-hi nous blocs d'habitatges.
El 2010 va entrar en concurs de creditors i el 2014 va ser adquirida pel fons de capital de risc Sherpa Capital, que al seu torn la va vendre el 2018 a Ergon Capital, transferint-hi tot l'equip directiu.